# Tolania fraterna
Tolania fraterna är en insektsart som beskrevs av Carl Stål. Tolania fraterna ingår i släktet Tolania och familjen hornstritar. Inga underarter finns listade i Catalogue of Life.